# Campionati mondiali juniores di slittino 2006
I Campionati mondiali juniores di slittino 2006 si sono disputati ad Altenberg, in Germania, il 3 e il 4 febbraio 2006. L'Eiskanal della Sassonia ospita la rassegna mondiale di categoria per la seconda volta dopo l'edizione del 2000.

## Podi[1]
| Evento         | Oro                                                        | Tempo                           | Argento                                                            | Tempo                           | Bronzo                                                                        | Tempo                           |
| Singolo Uomini | Felix Loch                                                 | 1:48.370                        | Daniel Pfister                                                     | 1:49.141                        | Peter Fischer                                                                 | 1:49.157                        |
| Singolo Donne  | Natalie Geisenberger                                       | 1:26.490                        | Steffi Sieger                                                      | 1:26.738                        | Madeleine Teuber                                                              | 1:26.780                        |
| Doppio         | Tobias Wendl Tobias Arlt                                   | 1:20.946                        | Ronny Pietrasik Christian Weise                                    | 1:21.430                        | Chris Mazdzer Garon Thorne                                                    | 1:21.750                        |
| Gara a squadre | Germania Felix Loch Steffi Sieger Tobias Wendl Tobias Arlt | 2:17.502 53.199 43.661 40.642 . | Stati Uniti Chris Mazdzer Megan Sweeney Chris Mazdzer Garon Thorne | 2:18.668 54.262 43.594 40.812 . | Russia Valeri Bespalov Ksenija Cyplakova Vladislav Južakov Vladimir Machnutin | 2:19.741 53.785 44.649 41.307 . |

## Medagliere
| Posiz. | Nazione     | Oro | Argento | Bronzo | Totale |
| ------ | ----------- | --- | ------- | ------ | ------ |
| 1      | Germania    | 4   | 2       | 2      | 8      |
| 2      | Stati Uniti | 1   | 1       | 0      | 2      |
| 3      | Austria     | 0   | 1       | 0      | 1      |
| 4      | Russia      | 0   | 0       | 1      | 1      |